# Воткінський завод
Во́ткінський заво́д — російський виробник вогнепальної зброї військової техніки, одне з найстаріших підприємств Удмуртії, знаходиться у Воткінську.

## Історія

### Заснування

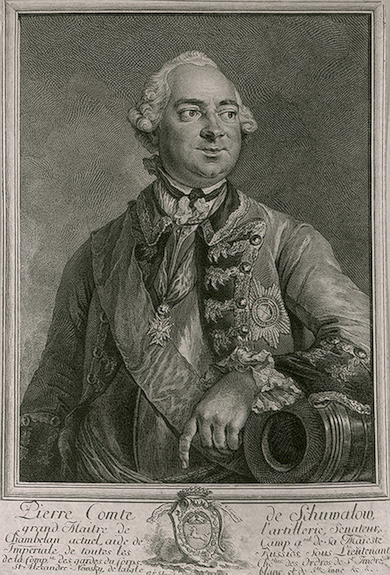
Петро Шувалов — перший власник заводу

Причиною для будівництва заводу слугувало виснаження лісів поблизу існуючих тоді (середина XVIII століття) гірничих заводів Уралу. Завезення дров здалеку призводило до подорожчання виробництва заліза. Виходом з цієї ситуації було переміщення обробки руди в місцевості з ще не вирубаними лісами. Місце для заводу було обране з урахуванням близькості до великої водної артерії — річки Кама, яка протікає в 15-20 км на схід, наявність лісів, які тоді були головним паливом для промисловості, та близькість до гірничодобувних підприємств.
Завод від початку будівництва належав графу Петру Шувалову. Після його смерті в 1762, в 1763 завод відійшов до казни в рахунок родинних боргів Шувалових, і з того часу є державним. Згідно з маніфестом Катерини II від 22 травня 1779 на заводі почали виробництво якорів. Частка Воткінського заводу з якірного виробництва серед всіх 24 уральських заводів становила 62 %.
Перше замовлення поступило на завод у 1782, тоді ж було вироблено перші якорі адміралтейського типу. Невдовзі виробництво якорів стало головним для підприємства.
В 1791 завод виготовив 130 якорів вагою по 100 та більше пудів. Технологічний процес виготовлення обходився державі в 5 разів дешевше, аніж на приватних заводах.
В 1849 морське відомство відмічало, що воткінські якорі вважались найкращими в Росії. Виробництво якорів на заводі продовжувалось протягом 140 років. На згадку про це у місті було встановлено 130-пудовий пам'ятник-якір на березі Воткінського ставу.
На той час завод був одним з передових. В 1811 на підприємстві почали виробництво литої сталі за принципово новим методом талановитого металурга Семена Бадаєва. Ця високоякісна інструментальна сталь застосовувалась для виробництва різних інструментів (металоріжучих, медичних, штампів). Визнанням заслуг заводу було виконання в 1858 воткінськими майстрами відповідального замовлення на виготовлення та збирання каркаса шпиля для собору Петропавлівської фортеці в Санкт-Петербурзі. В 1871 році на заводі була запущена друга в Росії та перша на Уралі мартенівська піч. З мартенівської сталі завод випускав залізничні рейки. Окрім цього підприємство виробляло броньовану сталь для потреб ВМФ.

### XIX століття
В 1840-х при начальнику Іллі Чайковському завод змінив спеціалізацію із чисто металургійного в машинобудівний.
В 1847 підприємство почало виробництво пароплавів, в 1868 — паротягів. Унікальність цього починання в тому, що завод знаходився на берегах невеликої річки, за 15 км від судноплавної Ками. Тому пароплави та інші судна будувались за умови закінчення строку побудови до весняних паводків. На території підприємства збудували спеціальну греблю для створення невеликого ставу. Навесні вода заповнювала цей став і затопляла територію верфі. Після цього відкривались ворота греблі і пароплави уходили по річці Сіва до Ками. Всього заводом було збудовано приблизно 400 суден різних типів. Майже своєрідно транспортувались і паротяги. Спочатку їх вантажили на баржі та транспортували по річках до найближчої залізниці.
Але з 1916, коли Воткінськ з'єднали з Іжевськом, паротяги транспортувались своїм ходом. Всього на заводі було збудовано 631 паротяг широкої колії різних серій.
В кінці XIX століття, у зв'язку з будівництвом Транссибірської магістралі, завод став випускати нову продукцію — залізничні мости. За загальною довжиною збудованих мостів в 1915 завод вийшов на перше місце в Росії. З часом найголовнішим виробництвом стали паротяги, частка яких становила 40 %. Під час громадянської війни завод неодноразово був пограбований різними сторонами, в результаті чого він фактично зупинив роботу і в 1922 був законсервований.
9 вересня 1925 підприємство заново відкрилось як виробник сільськогосподарської продукції.
З 1930 по 1937 завод знаходився у відомстві Всесоюзного об'єднання важкої промисловості і почав випуск парових екскаваторів та золотодобувних драг. За 7 років виробництва було випущено і відправлено 271 машина.

### XX століття
З 1937, з передачею Наркомату оборонної промисловості, завод став артилерійським. Внаслідок звертання громадянської продукції на площах, що звільнились, розгорнули виробництво 152-мм гаубиці типу 1938 року.
З початком Другої світової війни випуск гаубиць призупинили та почали виробництво 45-мм протитанкових гармат типу 1937 року 53-К, а в 1943 році почато виробництво 76,2-мм дивізійних гармат зразка 1942 року ЗІС-3. Одночасно випуск 45-мм протитанкових гармат призупинили. Всього за роки війни було випущено 31044 гармати, що склало близько 18,4 % від загального випуску артилерії в країні:
| Рік  | Продукція                                                                                       | Кількість  |
| ---- | ----------------------------------------------------------------------------------------------- | ---------- |
| 1941 | 45-мм протитанкова гармата зр. 1937 р. (53-К)                                                   | 597        |
| 1942 | 45-мм протитанкова гармата типу 1937 року 53-К                                                  | 11143      |
| 1943 | 45-мм протитанкова гармата типу 1937 року 53-К 76-мм дивізійна гармата зразка 1942 року (ЗІС-3) | 12730 1655 |
| 1944 | 45-мм протитанкова гармата типу 1937 року 53-К 76-мм дивізійна гармата зразка 1942 року (ЗІС-3) | 200 2899   |
| 1945 | 76-мм дивізійна гармата зразка 1942 року (ЗІС-3)                                                | 1820       |

Після війни і до 1957 завод випускав 100-мм зенітні гармати КС-19, 57-мм протитанкову гармату ЗІС-2 та інше військове обладнання, а також розвернув виробництво цивільної продукції — локомобілі для сільського господарства, вузькоколійні паротяги та баштові крани.
З 1956 року на заводі почалося виробництво верстатів.
В 1957 постановою ЦК КПРС та Ради міністрів СРСР підприємство було перепрофільоване на випуск балістичних ракет. Першою ракетою стала оперативно-тактична 8А61 розробки ОКБ-1 з рідким двигуном та з дальністю польоту до 150 км, прийнята на озброєння в липні 1955. На заводі перша така ракета випущена в 1958. Також завод виробляв ядерну модифікацію 8А61-8К11, а з 1960 оперативно-тактичну ракету 8К14 розробки СКБ-385 з дальністю польоту до 300 км. Вона випускалась серійно понад 25 років і понад 30 років стояла на озброєнні СРСР.
В 1962 на заводі почалось серійне виробництво потужнішої оперативно-тактичної ракети 9М76, яка входила в склад комплексу 9К76 «Темп-С». Перші серійні ракети були випущені в 1966. «Темп-С» став першим ракетним комплексом з твердопаливною балістичною ракетою, який було прийнято на озброєння СРСР. Потім ці ракети були знищені відповідно до Договору про ліквідацію ракет середньої та меншої дальності від 8 грудня 1987.
В 1974 на заводі розпочато виробництво міжконтинентальних ракет 15Ж42 рухомого ґрунтового ракетного комплексу 15П642 «Темп-2С», в 1975 — БРСД 15Ж45 РК 15П645 «Піонер», в 1976 — оперативно-тактичних ракет 9М714 комплексу 9К714 «Ока», в 1989 — тактичних ракет 9М79-1 комплексу 9К79-1 «Точка-У».

### XXI століття

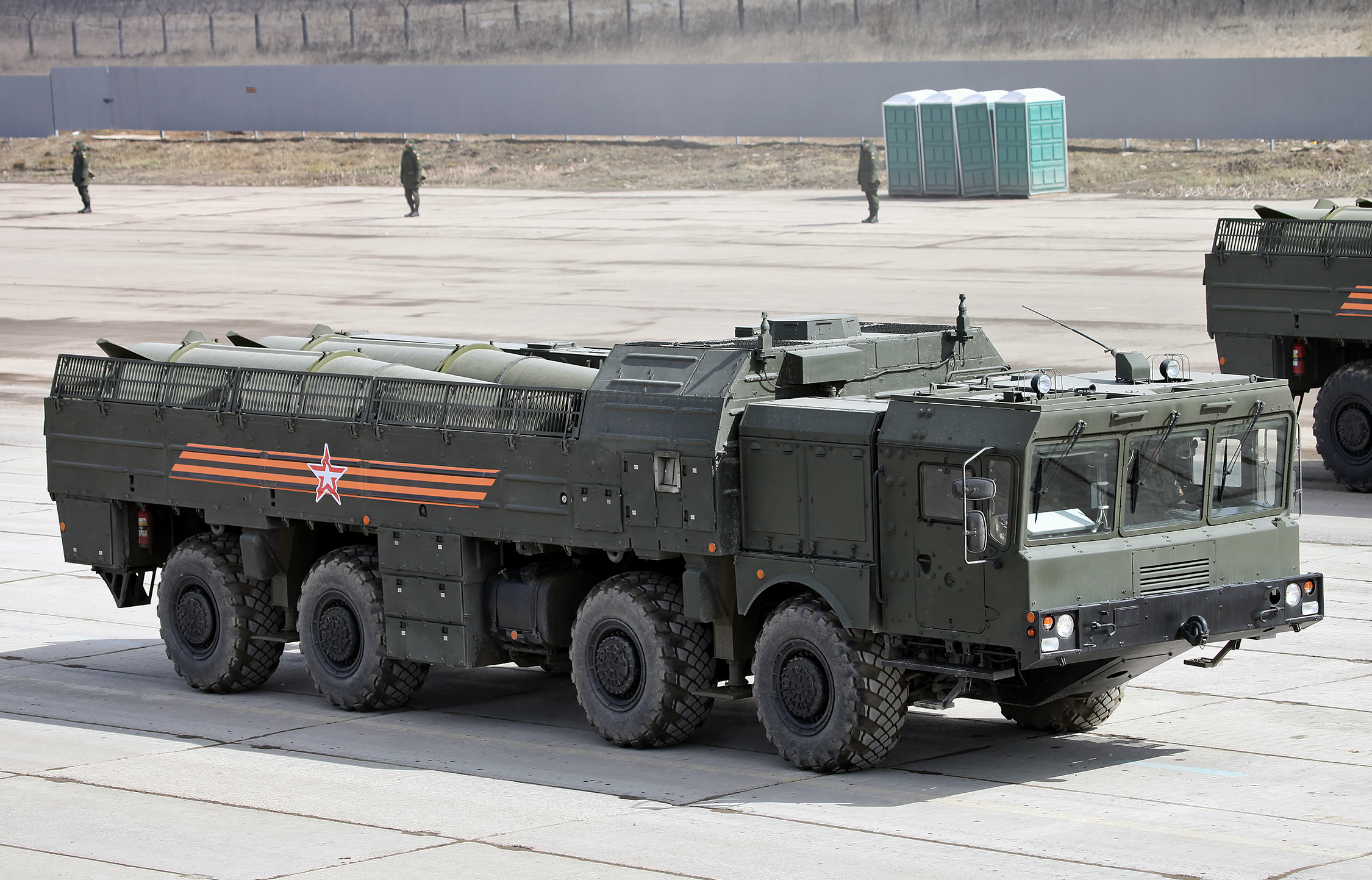
«Іскандер-М»

В 1998 розпочато виробництво міжконтинентальних ракет стратегічного призначення «Тополь-М». Великий внесок у розвиток виробництва зробив директор заводу в період 1966–1988 Володимир Садовников, двічі Герой Соціалістичної Праці (1976, 1981), нагороджений 3-ма орденами Леніна, орденом Трудового Червоного Прапора, золотою та срібною медалями ВДНГ, лауреат Державної премії СРСР. Його іменем названа одна з вулиць міста Воткінська.
У 2006 розпочато серійний випуск ракет комплексу «Іскандер-М» (9К720, SS-26 Stone).
Окрім ракет на підприємстві не призупинялось виробництво і цивільної продукції. Особливо виділяється верстатобудування. За всю історію заводу було випущено понад 30 000 штук.
З 1963 року на підприємстві випускались дитячі коляски, з 1965 — автомобільні запчастини та вузли для Іжевського автозаводу, з 1982 — випуск малогабаритної пральної машини «Фея».
У 2010 в рамках програми із створення ВАТ Корпорації «Московський інститут теплотехніки», Воткінський завод був перетворений у ВАТ.
У лютому 2024 року на заводі пролунав потужний вибух і почалася сильна пожежа.